# Гурабиты
Гурабиты (араб. غرابية‎) — одна из ранних шиитских сект.

## Этимология
Название секты «Гурабийя» по-арабски означает «вороны». Название данной секте было дано за то, что они утверждали, что Али и Мухаммад были очень похожи друг на друга — «как два ворона».

## Убеждения
Гурабиты придерживались «крайних» шиитских убеждений. Они обожествляли Али ибн Абу Талиба и считали его выше пророка Мухаммеда. По их мнению, ангел Джабриль ошибочно принёс откровение пророку Мухаммаду, но должен был донести его до Али.
Гурабиты также считали, что:
- Бог ничего не знает о творении, пока Он его не создаст.
- Бог может изменить своё мнение.
- гурабиты имеют оправдание, проклиная ангела Джабраила за то, что тот передал откровение Мухаммаду вместо Али[5][6].
- имамат ограничивается только потомками Али.